# 物權請求權
物權請求權，又稱為物上請求權，其為一種物權法上的請求權，目的是為了要使物權之內容得以完全實現，故當該物權遇到特定事由的妨礙，導致物權人無法完全實現其基於該物權所擁有之權利內容時，物權人得以行使此等請求權以排除該特定事由之妨礙。關於物權請求權之規定，中華民國民法是規定在第767條，中華人民共和國物權法則是規定在第34、35條。
關於物權請求權而言，主要有三種類型：返還請求權、除去妨害請求權、防止妨害請求權。

## 返還請求權
就返還請求權而言，中華民國民法於第767條第1項前段規定：「所有人對於無權占有或侵奪其所有物者，得請求返還之。」中華人民共和國物權法第34條規定：「无权占有不动产或者动产的，权利人可以请求返还原物。」皆為返還請求權之具體規定。欲行使此項權利，必需要符合下列兩個要件：
- 請求權之主體須為所有人

此項返還請求權的主體應為失去占有之所有人，此時所有人本於其所有權得以對抗無權占有人，請求其返還無權占有物。
- 相對人必需要是無權占有人

而此等返還請求權之相對人應該是無權占有人，而此占有人依據中華民國最高法院29年上字1061號判例認為，其須為現在占有人，至於是「直接占有」或「間接占有」在所不問，至於「占有輔助人」係受他人之指示而占有，故非屬占有人之一種。

## 除去妨害請求權
所有權人在其所有權遭到妨害時，自然可以請求除去該妨害，以保持其所有權的圓滿與完整，中華民國民法於第767條第1項中段、中華人民共和國物權法於第35條皆對此設有規定。而在此所謂的妨害，是指除了占有以外，任何可能侵害或阻礙所有權行使的方法。且此等妨害必須要具備不法性，亦即在所有人有忍受義務的情況下，所有人並不能行使除去妨害請求權。另外，值得注意的是，除去妨害的請求包含塗銷登記在內。

## 防止妨害請求權
對於任何所有人可以預見將可能會使其所有權遭受到妨害的事由，所有人皆得對之行使防止妨害請求權，就此，民法於767條第1項後段、中華人民共和國物權法於第35條皆對此設有規定。至於本項請求權中所謂的妨害，其內容與除去妨害請求權的妨害相同。而行使此項請求權應以給付之訴為之。

## 消滅時效
在台灣，關於物權請求權的消滅時效，原則上應該要適用民法總則關於時效之規定，司法院亦曾有解釋認為，物權請求權應適用民法第125條15年消滅時效之規定，然而司法院大法官為了要貫徹不動產登記之功能，所以其後在釋字107號及164號解釋中皆認為，已登記不動產之物權請求權並無民法第125條消滅時效之適用。
在日本，判例及通說，謂所有權，以對於標的物之圓滿的支配為內容，具有回復所有權圓滿狀的作用之物上請求權，在所有權存續之期間，不斷的滋生，應不因時效而消滅。法國民法（二二六七條）雖規定無論物權的訴權或人的訴權，均因三十年時效而消滅，然判例及學者均認為此規定不適用於不動產之返還請求權，在被告因取得時效取得所有物以前，得隨時行使之（一九五〇年七月十二日法國破毀院判例（Planiol, t,1,No.2446 et Suiv））。在德國，其民法第902條第1項規定：「已登記之權利，其請求權不受時效之限制。」故可知僅有未登記之物權請求權才有消滅時效之適用。

## 其他物權之適用
過去中華民國民法第767條之規定曾經引發其他物權是否可以適用的爭議，主要是因為第767條規定在物權編的所有權章，而非規定在通則，且另一方面，第858條亦規定：「第七百六十七條之規定，於地役權準用之。」因此將導致是否會產生「明示其一者，排除其他」的效果，使其他未就此有所規定的物權不得予以適用。中華民國最高法院在52年台上字904號判例中亦明確的否定了地上權對於民法第767條物權請求權的適用。然而過去台灣學界通說皆認為，物權請求權應該為其他種物權類推適用才是。然而上開爭議在2008年1月的修法中終於獲得了解決，民法第767條第2項明文規定第一項關於物權請求權之規定，於其他物權亦可準用之。因此將使民法第767條成為所有物權的共通條款。
至於中華人民共和國物權法之部分，其於第34條規定：「無權占有不動產或者動產的，權利人可以請求返還原物。」以及第35條規定：「妨害物權或者可能妨害物權的，權利人可以請求排除妨害或者消除危險。」就此二條規定於總則編中，且內容中的「權利人」解釋上即可包含所有權人及其他物權人而言，故無中華民國民法修正前之適用問題。

## 參照
1. ↑  中華民國最高法院29年上字1061號判例[永久]
2. ↑  司法院28年院字1833號解釋[永久]
3. ↑  .   [2009-03-31]. （原始内容存档于2018-01-28）.
4. ↑  .   [2009-03-31]. （原始内容存档于2018-01-28）.
5. ↑  .   [2009-06-27]. （原始内容存档于2005-04-19）.
6. ↑  .   [2009-06-27]. （原始内容存档于2005-09-07）.
7. ↑  中華民國最高法院52年台上字904號判例[永久]
8. ↑  王澤鑑，民法物權第一冊：通則‧所有權，第166－167頁。